# Kopaczowo (obwód archangielski)
Kopaczowo (ros. Копачёво) – wieś (dieriewnia) w Rosji, w obwodzie archangielskim, w rejonie chołmogorskim. W 2010 liczyła 233 mieszkańców.